# Batalha de Bécula
A batalha de Bécula ocorreu em 208 a.C., durante a Segunda Guerra Púnica. Nesta batalha, Públio Cornélio Cipião (futuro "Africano"), ao estrear no comando das tropas romanas na Hispânia, derrotou os cartagineses comandados por Asdrúbal Barca.

## Prelúdio
Asdrúbal, ávido para reunir-se a Aníbal na península Itálica há vários anos, teve sua escolha resolvida por ele. Se vacilara, no passado, dividido entre a necessidade de preservar o império cartaginês e auxiliar no ataque de Aníbal, agora receberia o golpe que traria a decisão.
Em Bécula (no alto curso do rio Bétis, em Santo Tomé), guardando as importantíssimas minas de prata de Cástulo, Asdrúbal foi colocado em apuros por Cornélio Cipião. A Segunda Guerra Púnica, como todas as outras, girava em torno de metais e dinheiro — metais para os materiais de guerra e dinheiro para manter as tropas em campo e pagar pelo apoio dos aliados. Amílcar havia fundado seu império na Península Ibérica para reabastecer os cofres de Cartago depois da desastrosa paz que se seguiu à Primeira Guerra Púnica.
Foi a riqueza mineral da Península Ibérica que encorajara Cartago a apoiar a assombrosa aventura de Aníbal contra a República Romana. A última batalha de Asdrúbal na Hispânia foi significativa pelo fato de que ele foi derrotado pela utilização, por Cipião, de uma tática de aproximação na qual nenhum outro comandante romano no passado teria pensado, e possivelmente nem mesmo o próprio Cipião, se ele não tivesse estado presente na desastrosa Batalha de Canas (em 216 a.C.).

## Batalha
Asdrúbal se posicionara abaixo da cidade de Bécula, numa cordilheira que tinha um pequeno rio abaixo dela. Para chegar até o inimigo, Cipião teria que vencer o rio e então fazer um ataque frontal subindo por uma escarpa: duas desvantagens que comandantes romanos anteriores teriam enfrentado, contando com o peso das legiões para abrir caminho através das defesas do inimigo. Contudo, Cipião tinha observado que, em qualquer dos lados do platô, havia valas secas descendo desde o topo. Depois de suas tropas cruzarem o rio, subitamente deslocou o peso principal de seu ataque, enviando um grande contingente da infantaria leve escarpa acima para enfrentar o inimigo de frente, enquanto ele e seu segundo-em-comando, Caio Lélio, levava comandava a infantaria pesada pelas valas de ambos os lados.
Ao fazer isso, imitou Aníbal em Canas, com suas tropas ligeiras e aliados ibéricos retendo o choque no centro, enquanto seus veteranos armados com armas pesadas cerravam fileiras nos flancos para a matança. "E não mais", escreveu Lívio, "restou espaço aberto, nem mesmo para fuga [...] a entrada do acampamento foi obstruída pela fuga do general e oficiais-chefes e, mais ainda, pelo pânico dos elefantes, os quais, quando apavorados, eles temiam muito mais do que ao inimigo".

## Resultado
Cerca de oito mil homens foram mortos. Restou o fato de que Asdrúbal, colocado à prova em muitos campos de batalha, conseguiu evadir-se com o núcleo principal de seu exército — todas as suas tropas pesadas, assim como a cavalaria númida e também trinta e dois elefantes.
Como o próprio Aníbal — e como Cipião — ele era impiedoso no sacrifício de suas tropas ibéricas quando chegava à ação principal. E para Asdrúbal, tendo decidido que a Península Ibérica deveria ser finalmente abandonada, mesmo que apenas por um curto período de tempo — o mais importante ato seria deslocar suas forças para a península Itálica.
Muitos historiadores criticaram Cipião por ter deixado Asdrúbal escapar da Península Ibérica. Apesar disto, eles concordam que uma perseguição pelos romanos através de território desconhecido, montanhoso e hostil enquanto ainda havia dois exércitos cartagineses completos e numericamente superiores na retaguarda (de Magão Barca e Aníbal Giscão) seria assumir um risco enorme de um novo desastre como havia sido a Batalha do Lago Trasimeno. Por isto, Cipião retirou seu exército para Tarraco e conseguiu se aliar à maioria das tribos nativas, que alegremente mudaram de lado depois das vitórias romanas na captura de Cartago Nova e Bécula.
Enquanto isto, os reforços cartagineses chegaram à península durante o inverno e imediatamente começaram os preparativos para um ataque final com o objetivo de recuperar suas perdas.